# قسم زرين دشت الريفي (مقاطعة درة شهر)
قسم زرين دشت الريفي (بالفارسية: دهستان زرین‌دشت) هي قسم تقع في إيران في قسم. يقدر عدد سكانها بـ 9,680 نسمة .